# Seznam evroposlancev s Cipra (2004–2009)
Seznam evroposlancev s Cipra v mandatu 2004-2009.

## Seznam
- Adamos Adamou (Evropska združena levica – Zelena nordijska levica)
- Panayiotis Demetriou (Evropska ljudska stranka - Evropski demokrati)
- Ioannis Kasoulides (Evropska ljudska stranka - Evropski demokrati)
- Marios Matsakis (Skupina zavezništva liberalcev in demokratov za Evropo)
- Yiannakis Matsis (Evropska ljudska stranka - Evropski demokrati)
- Kyriacos Triantaphyllides (Evropska združena levica – Zelena nordijska levica)